# کلرواتیل‌کلونیدین
کلرواتیل‌کلونیدین (انگلیسی: Chloroethylclonidine) یک آگونیست برگشت‌ناپذیر برای گیرنده‌های آدرنرژیک، به ویژه زیرگروه‌های آلفا1B، D، C و آلفا2A/D است.